# Helena Valley Southeast
Helena Valley Southeast é uma Região censo-designada localizada no estado americano de Montana, no Condado de Lewis and Clark.

## Demografia
Segundo o censo americano de 2000, a sua população era de 7141 habitantes.

## Geografia
De acordo com o United States Census Bureau tem uma área de
41,9 km², dos quais 41,9 km² cobertos por terra e 0,0 km² cobertos por água.

## Localidades na vizinhança
O diagrama seguinte representa as localidades num raio de 12 km ao redor de Helena Valley Southeast.